# Elkton (Maryland)
Elkton è una città capitale della Contea di Cecil nello stato del Maryland (USA). Originariamente il suo nome era Head of Elk poiché si trova all'inizio del tratto navigabile del fiume Elk.
Elton era nota una volta come la "Gretna Green of the West" a causa della sua popolarità come luogo per il cosiddetto eloping, cioè la celebrazione ufficiale di un matrimonio in forma rapida e riservata. Nel 1938 tuttavia una legge delle Stato del Maryland impose un periodo di 48 ore di pubblicazione dell'annuncio di matrimonio prima della celebrazione del medesimo. Prima di tale data vi erano numerose chiesette destinate alla celebrazione di matrimoni.

## Geografia fisica
Elkton si trova nella zona nord-orientale dello Stato, a breve distanza dal confine occidentale dello Stato del Delaware. Essa è bagnata dal fiume Elk, che sfocia nella baia di Chesapeake.

## Società

### Evoluzione demografica
La popolazione risultava, al censimento del 2010, di 15.443 abitanti.
Sempre stando al censimento del 2000, vi erano a quella data 2.898 famiglie residenti in città e la densità abitativa era di 571.8/km².
La distribuzione razziale era così composta:
- 85,85% caucasici
- 9,64% afroamericani
- 1,17% americani di origine asiatica
- 0,32% indiani d'America
- 0,04% nativi delle Hawaii e di altre isole del Pacifico
- 0,78% altre razze
- 2,20% di razza mista

Gli abitanti di origine diretta o famigliare da paesi latino americani o dalla Spagna erano il 2.97%
La distribuzione per età della popolazione cittadina era:
- 29,4% sotto i 18 anni
- 9,8% tra i 18 ed i 24 anni
- 33.5% tra i 25 ed i 44 anni,
- 17.0% tra i 45 ed i 64 anni,
- 8.3% dai 65 anni in su

## Storia
La città di Head of Elk fu fondata da marinai e pescatori svedesi provenienti da Fort Casimir che si sistemarono nella zona nel 1694. Durante la Guerra d'indipendenza americana l'esercito britannico sbarcò ad Head of Elk nel 1777, prima di marciare su Filadelfia . Il 25 agosto 1777 l'esercito di Sir William Howe, (13.000 soldati britannici e 5.000 tedeschi) sbarcarono a dall'Elk River e marciaro per 11 miglia verso nord, a Head of Elk, ove Howe condusse la breve e vittoriosa campagna di Brandywine. Il generale statunitense George Washington ed il generale francese Vimeur de Rochambeau, diretti con il loro esercito all'assedio di Yorktown, sostarono a Elkton il 6 ed il 7 settembre 1781.
Elkton divenne città del Maryland nel 1787. Nel 1880 la sua popolazione era di 1.800 abitanti. Quando gli Stati del nord adottarono leggi più restrittive per i matrimoni all'inizio del XX secolo, il Maryland non fece altrettanto. Il risultato fu che numerose città vicino ai confini con altri stati (Delaware, Virginia, Virginia Occidentale e Pennsylvania, ma anche New York e New Jersey, ancorché non direttamente confinanti con il Maryland) divennero note come località per sposarsi rapidamente senza troppi vincoli. Essendo Elkton la sede più a nord-ovest dello Stato (e quindi vicino a Filadelfia ed a New York) divenne particolarmente popolare per questo scopo. Essa fu una nota Gretna Green per anni e negli anni venti e trenta vi si svolsero migliaia di matrimoni ogni anno.
Molti dei matrimoni celebrati ufficialmente ad Elkton riguardarono celebrità di allora o future, quali: Cornel Wilde, Joan Fontaine, Debbie Reynolds, Martha Raye, John e Martha Mitchell, Willie Mays e Pat Robertson. Un periodo di 48 ore di attesa venne imposto da una legge del 1938, ma molti continuarono a venire a sposarsi ad Elkton. Las Vegas divenne poi la nuova American Gretna Green, benché centinaia di coppie ogni anno si sposino ancora ad Elkton. La caduta dell'aereo della Pan Am (volo Volo Pan Am 214), provocata da un fulmine che colpì il velivolo l'8 dicembre 1963, avvenne nei dintorni di Elkton.